# Ieronim Tătaru
Ieronim Tătaru (n. 26 aprilie 1937, sat Mireșu Mare, județul Prahova – d. 21 august 2013, Ploiești județul Prahova) a fost critic și istoric literar, profesor universitar, inspector școlar, director al Casei Corpului Didactic Ploiești, redactor-șef la revista Axioma și președinte al Societății Culturale "I.L. Caragiale".

## Studii
- primare: în comuna natală (1944-1948).
- gimnaziale și liceale: la Colegiul Național "I.L. Caragiale" din Ploiești (1948 - 1954).
- superioare: la Universitatea din București, Facultatea de Filologie, Secția "Limba și literatura română", specializare și în literatura universală prin absolvirea cursului special de trei ani al profesorului Tudor Vianu (1954 - 1959).
- cursuri postuniversitare de limba și literatura română, literatură universală și filosofie, cu examene de absolvire și diplome de studii (1964 - 1974).

## Activitatea profesională
- profesor de limba și literatura română, literatură universală și teoria literaturii la secțiile umaniste ale Liceului Pedagogic și ale Colegiilor Naționale "I.L. Caragiale" și "Mihai Viteazul" din Ploiești.
- profesor asociat pentru literatura comparată la Facultatea de Litere - Științe, Universitatea Petrol-Gaze din Ploiești (1959 - 2003).
- secretar științific, vicepreședinte și președinte al Filialei Ploiești a Societății de Științe Filologice și membru în Consiliul central de conducere a acestei Societăți (1968 - 1990).
- redactor - șef al revistelor de cultură "Școala Prahovei"(1969 - 1970), "Buletinul Filialei Prahova a Societății de Științe Filologice" (1983 - 1987) și Axioma (din 2000-2010).
- președinte al Societății Culturale "I.L. Caragiale" (din 2002).

## Activitatea literară
- debut publicistic: la revista Luceafărul (București), rubrica intitulată "Cartea străină" (1959).
- debut editorial: cu volumul Poetică și stilistică, Ploiești, 1976 / Studii de teoria literaturii, cu privire specială asupra conceptelor și metodelor promovate atunci de Noua Critică și de structuralism.
- colaborări: la România literară, Luceafărul, Contemporanul, Limbă și literatură, Buletinul Societății de Științe Filologice din România și Buletinul Filialei Prahove a aceleiași Societăți, Colocvii, Ecoul, Gazeta cărților, Anuarul Muzeului de Istorie și Arheologie Prahova, Prahove, Axioma (cu deosebire) și la alte publicații (inclusiv antologii de studii literare), cu studii, articole, eseuri, cronici literare.

## Volume publicate
- Poetică și stilistică, Ploiești, 1976.
- Din lirica modernă, Ploiești, 1982 (Texte critice privind creații ale poeților Rimbaud, Rilke, Apollinaire, Esenin, Paul Valéry, Garcia Lorca, T.S. Eliot și Paul Eluard).
- Crestomație de literatură universală, în colaborare cu Gh. Lăzărescu și Cristina Ionescu. Studiu introductiv și coordonator; Zoe Dumitrescu Bușulenga, ed. I, București, EDP, 1982; ed. a II-a, revăzută și adăugită, București, Editura Coresi, 1993; ed. a III-a, București, Editura Sigma, 2000. [Această carte a fost recenzată de Ion Bogdan Lefter, în "România literară", XVII, nr. 19, 10 mai 1984, p. 5 și de Elena Tacciu, în "Contemporanul", nr. 11 (1948), 9 mart. 1984, p. 5, care au apreciat-o drept "o operă critică" (I. Bogdan Lefter), rezultat al unei "munci dificile de selectare" a unor opere literare și de prezentare succintă a lor (E. Tacciu), iar Ovidiu Drimba, recomandând prima ediție a ei, o considera "un adevărat act de cultură, realizat cu mult efort, cu probitate, competență și pasiune. Despre această "Crestomație" s-a vorbit elogios și în alte publicații].
- Comentarii stilistice și literare, București, EDP, 1983. (Această carte nu este una didactică, cum ar părea din titlul ei, impus de editură, pentru a putea s-o încadreze în profilul ei, ci una de investigație critică, atât în perspectiva tradițională, cât și prin aplicarea unor metode aparținând stilisticii, lingvisticii structurale, comparatisticii, lingvisticii matematice, fără absolutizarea vreuneia dintre acestea, fapt reliefat de toți cronicarii și recenzenții ei, din care unii sunt amintiți mai jos. Sunt investigate opere de Constantin Negruzzi, Alexandru Odobescu, I.L. Caragiale, Tudor Arghezi, Ion Barbu, Ștefan Bănulescu ș.a. Volumul a avut, la apariție, cronici - în care se aprecia că autorul "sesizează cu aplicație și gust literar, structuri adânci penetrante ale operelor cercetate", folosind procedee stilistice moderne - semnate de I. Popescu - Siteteanu, în "Convorbiri literare", LXXXIX, nr. 11, nov. 1983, p. 13, de C. Negrenu, în "Limbă și literatură", vol. III, 1983, p. 441-442, de Marius Pop, în "Revista de pe pedagogie", XXX, nr. 5, mai 1984, p. 39 și 51, și de alții, în reviste locale).
- Modalități de analiză a textului literar, în colaborare cu Elena Cristina Tătaru, București, EDP, 1993. (Titlul volumului este impus tot de editură, din motivele arătate mai sus, autorii dorind să-și intituleze cartea "Lecturi multiple". Sunt investigate texte ale unor autori români aparținând literaturii clasice, moderne și contemporane, de la Grigore Alexandrescu la Ana Blandiana. În "Prefața" volumului, semnată de Irina Petraș Poantă, se arată ca "meritul esențial al autorilor este că păstrează distanța fața de «celebrele» comentarii circulând într-un soi de «samisdat» /…/" și că analizele "propun o lectură deschisa, foarte atentă la tot ce se scrie despre teritoriul literaturii; o lectură nesatisfăcută vreodată de repetarea mecanică a unor scheme /…/; o Lectură, in fine, care își are în bibliotecă marele aliat". În "România literară", nr. 14, 15-21 aprilie 1993, p. 23, Ion Bălu consideră cartea aceasta "o lucrare fundamentală. Fiecare capitol e un studiu esențial, constituit pe o informație riguros construită și pe o metodologie diversificată /…/, autorii formând o nouă structură interpretativă, o cuceritoare invitație la lectură". Aceleași caracteristici ale cărții sunt reliefate și de Constantin Hârlav în cronica literară apărută în "Prahova", V, nr. 944, 29 apr. 1983, p. 3).
-  Din universul poeziei moderne, București, EDP, 1996. (E o carte de literatură universală și comparată, în care poeme semnate de mari creatori, între care Baudelaire, Mallarmé, Rimbaud, Tagore, Kavafis, Yeats, Edgar Lee Master, Carol Sandburg, Paul Valéry, Robert Frost, Apollinaire, Alexandr Blok, Arghezi, George Bacovia, Juan Ramon Jumenez, Umberto Saba, Wiliam Carlos Williams, Ezra Pound, Gottfried Benn, Georg Trakl, Boris Pasternak, T.S. Eliot, Ungaretti, Serghei Esenin, Blaga, Ion Barbu, Eugenio Montale, Vicente Aleixandre, Seferis, Quasimodo, Odysseas Elytis, Iosif Brodski, sunt încadrate marilor curente literare, de la simbolism la suprarealism, precizate într-o amplă cronologie explicativă și investigate, unele, "la obiect", însoțite de o amplă antologie critică. Au semnat cronici la acest volum Arthur Teodorescu, în "Telegraful", I, nr.4.242, 6 dec. 1995, p. 8, care îl apreciază drept "o viziune de ansamblu asupra modernității poetice, comparabilă cu aceea realizată de A. Bakonski în vestita sa "Panoramă a poeziei", și Călin Catargiu, in "Prahova", nr. 1860, 23 nov. 1996, p. 6, "relevând imensul travaliu depus de autor, bogata informație inserată, minuțiozitatea cu care este menționat fiecare eveniment literar /.../, claritatea și elevația" stilului scrierii).
- Itinerar caragialian, București, EDP, 1997, colecția "Akademos". (Alăturat, reproducem integral cronicile la acest volum, semnate de Gabriel Dimisianu, în România Literară, XXI, nr. 18, 13-19 mai 1998, p. 4, de V. Fanache, în "Steaua", XLIX, nr. 2-3, mart.-apr. 1998, p. 4-5 și de Ion Bălu, în "Convorbiri literare", CXXXV, serie nouă, sept. 2001, nr. 9 (69), p. 39. Dăm, de asemenea, și fragmentul referitor la această carte, dintr-o cronică semnată de Florin Mihăilescu în "Viața Românească". Este vorba de reviste de mare prestigiu, apărute sub egida Uniunii Scriitorilor).
- Caragiale și Prahova, Ploiești, Editura Premier, 2001. (Despre această carte-album, cu numeroase imagini inedite până la apariția ei, sau foarte puțin cunoscute, însoțite de lămuririle necesare și de o "Cronologie", vorbește tot Ion Bălu, în "Convorbiri literare", sept. 2001, nr. 9 (69), p. 39, dar și regretatul Costache Olăreanu, într-o "tabletă" a sa apărută în "Adevărul literar și artistic").
- Mențiuni caragialiene, Ploiești, Editura Premier, 2000. (Această carte, reprodusă și pe un CD, CIN Studio, Multimedia 2001, cuprinde studii de istorie și critică literară și constituie o primă etapă în elaborarea amplului volum Însemnări caragialiene, apărut la București, la Fundația Culturală Libra, la începutul anului 2007. O cronică la acest volum a apărut în revista "Axioma", II, nr. 1 (10), 2001, semnată de Stelian Stan).
- Conexiuni și confluențe, Ploiești, Editura Premier, 2002. [Cuprinde studii de literatură comparată, cu teme ca: Nichita Stănescu fața cu "Epopeea lui Ghilgameș", Machiavelli dinspre Caragiale, Vasile Voiculescu și "Sonetele" lui Shakespeare, poeți romantici la Veneția și poeme ale Veneției, traduceri caragialiene din opera lui Edgar Allan Poe, Paul Zarifopol despre Marcel Proust, corespondența lui Marcel Proust în lectura lui Mihail Sebastian, Lucian Blaga despre Rainer Maria Rilke, I.L. Caragiale și Emil Cioran. O cronică amplă la acest volum a publicat-o Marian Chirulescu în "Axioma", III, nr. 4(25), apr. 2002, p. 2. Sunt, în diferite publicații locale, și alte cronici la această carte. Analize ale volumelor "Itinerar caragialian", "Mențiuni caragialiene", "Caragiale și Prahova", "Conexiuni și confluențe" au fost realizate de criticul literar Constantin Trandafir, în "Pagini literare", II, nr. 14, apr. 2002, și de editorul ultimei ediții critice a operei lui I.L. Caragiale, Constantin Hârlav, în "Axioma", III, nr. 4 (25) apr. 2002. Ambii critici prezintă, în sinteză, contribuția cărților amintite la progresul studiilor caragialiene]. 
- Concepte operaționale, ed. 1, Târgoviște, 2001 și ed. a II-a, revăzută, Ploiești, Editura Premier, 2002. (Aceasta carte este un dicționar de termeni literari, singura sa lucrare cu adresă didactică directă, care a trezit interes în rândul elevilor și studenților și a fost pe larg comentată în presă, unde s-a relevat utilitatea ei pentru pregătirea literară a tineretului studios.)
- Telegrame primite de I. L. Caragiale, Ploiești, Editura Printeuro, 2002 . [Este o ediție critică a acestor telegrame, inedite până la apariția cărții cu acest titlu. Despre această carte au vorbit elogios C. Stănescu, în "Adevărul literar și artistic", XI, nr 629, 13 aug, 2002, p. 2 și Marian Chirulescu, în "Axioma", III, nr. 9 (30) sept. 2002, p. 18].
- Scrisori pentru Caragiale, Ploiești, Editura Printeuro, 2003. [Ediție critică a epistolelor, inedite până la apariția lor în volumul amintit, a cărei însemnătate pentru cunoașterea unor aspecte ale vieții și operei lui I.L. Caragiale a fost relevată de acad. Eugen Simion, în "Adevărul" /Arad/, XVI, nr. 1201, 3 mai 2004, p. 1 și 8, de Cronicar, în "România literară", XXXVI, nr. 37, 17-23 sept. 22003, p. 32, de Liviu Papuc, în "Convorbiri literare" ,CXXXVII, nr. 12 (108), dec. 2004, p. 82, unde e prezentat și volumul "Telegrame primite de I.L. Caragiale", și CXXXVIII, nr. 1 (109), ian. 2005, p. 82-83, de Constantin Trandafir, în "Revista nouă", I. nr. 9. dec. 2004, p. 22-23 și în Axioma, V, nr 4, 2004, p. 5].
- Semne 1, ed. I și a II-a, revăzută, Ploiești, Editura Premier, 2003.
- Semne 2. Pana și penelul, Ploiești, Editura Premier, 2004.
- Semne 3. Meridiane, Ploiești, Editura Premier, 2005. [Aceste trei volume intitulate Semne cuprind studii de literatură română, de literatură universală și comparată sau referitoare la relația literatură - artele plastice. Despre ele au scris: Nicolae Boaru, în "Prefața" la Semne 1, Ion Dumitru, prezentând "Semne 2" în "Axioma", VI, nr. 1(58), ian. 2005, p. 33-34, Marian Chirulescu, recenzând, în aceeași revistă, nr. 11 (68), nov. 2005, p. 37-38, "Semne 3". În aceste două cronicii literare și în "Prefața" amintită se vorbește "despre cultura și multiplele informații ale autorului", despre "caracteristicile particularizatoare/ esențializatoare ale textelor critrice" ale acestuia, menite să așeze "operele luate în discuție într-un spațiu cultural universal"].
- Însemnări caragialiene, București, Fundația Culturală Libra, 2006. (Această carte, de 546 p., cuprinde studii consacrate vieții și operei lui I.L. Caragiale, multe întemeiate pe documente de arhivă reproduse în "Addenda", pe corespondența primită de clasicul literaturii române, texte critice privind dramaturgia, 
"Momentele", nuvelele și povestirile scriitorului ori traducerile din literatura americană realizate de el. Acestui volum  i- s-au consacrat cronici literare în revistele „România literară”, „Convorbiri literare”, „Familia”, ”Axioma” (vezi „Referințe critice”)
- Meridiane București, Fundația Culturală Libra, 2007. Studii de literatură universală și comparată. Cronici despre această carte au apărut în „Spații
culturale” , „Axioma”(vezi „Referințe critice”).
-"Ploieștii dinspre Caragiale−" Editura Ploiești-Mileniul III, 2010 (vezi "Referințe critice").
-"Semne 4. Literatură și arte plastice. Editura Premier, Ploiești, 2010 (vezi "Referințe critice").
- "natură în mișcare cu infantă flamingo și fără măr" - Editura Premier, 2012, Ploiești - Antologia cenaclului ATITUDINI al Casei de Cultură „I. L. Caragiale” a Municipiului Ploiești; antologator și prefață de Ieronim Tătaru; redactor de carte Marian Dragomir; Coordonator proiect Gelu Nicolae Ionescu.

## Distincții
Titlul de profesor evidențiat, titlul de Membru de Onoare al SSF din Romania, oferit pentru „contribuția adusă la progresul științelor filologice", cum se spune în brevetul primit la acordarea lui (1996), mai multe „diplome de excelență", însoțite de medalii aniversare, primite în anii 1991-2007, cu prilejul unor sărbătoriri ale lui M. Eminescu, I.L. Caragiale și Nichita Stănescu, în semn de apreciere a studiilor lui consacrate acestor scriitori, titlul de Cetățean de Onoare al Municipiului Ploiești, acordat, în iunie 2007 pentru „contribuția adusă la promovarea valorilor literaturii românești și universale și la dezvoltarea culturii" în orașul de reședință a județului Prahova, diplome și medalii acordate de Fundația Oamenilor de Știință, în 2003 și în 2007, etc. Membru al Uniunii Scriitorilor (2009).